# Sojoez T-9
Sojoez T-9 (ook: 14152) was een Russische ruimtevlucht uit 1983. Doel van deze vlucht was een koppeling uitvoeren met de combinatie ruimtestation Saljoet 7/Kosmos 1443. De vorige vlucht gooide het geplande vluchtschema in de war. Een tijdens de lancering opgelopen beschadiging noopte Sojoez T-8 tot een voortijdige terugkeer en de beoogde koppeling vond geen doorgang.

## Bemanning, lancering en koppeling

### Bemanning
De tweekoppige bemanning voor deze missie bestond uit gezagvoerder kolonel Vladimir Ljachov en boordwerktuigkundige Aleksandr Aleksandrov. Laatstgenoemde onderging zijn ruimtedoop, de commandant vloog reeds eerder met Sojoez 32. Hun capsule had een massa van 6850 kg.

### Lancering en koppeling
Sojoez T-9 werd gelanceerd op 27 juni 1983 door een Sojoez draagraket vanaf Tjoeratam te Bajkonoer. De capsule kwam in een baan met een hoogste punt van 303 km, een laagste punt van 258 km bij een omlooptijd van anderhalf uur. De inclinatie bedroeg 51,6° en de excentriciteit 0,00338. Een dag later meerde het duo hun vaartuig aan bij de achterste koppelingspoort van het station, dat al 6877 baantjes rond de Aarde had getrokken.

### Overladen en botsing
De mannen begonnen vrijwel onmiddellijk met het overladen van de 3½ ton vracht van Kosmos 1443 naar Saljoet 7. Die omvatte onder meer zonnepanelen om het elektrische vermogen van het station te vergroten. Door de twee nieuwe panelen kwam 50% meer elektriciteit voor Saljoet 7 beschikbaar. Oorspronkelijk zou de bemanning van Sojoez T-8 deze installeren, maar het ging wederom fout. Een nieuwe poging om de Sojoez T-8-bemanning omhoog te schieten liep namelijk grondig mis. Hun Sojoez T-10-1 ontplofte op het platform en de ontsnappingsraket voorkwam dodelijke slachtoffers. Zodoende kwam de klus op de schouders van Ljachov en Aleksandrov terecht.
Een maand na lancering, op 27 juli, had het station een aanvaring met een klein voorwerp van niet nader vastgestelde aard. Naast een micrometeoriet kon tevens ruimteschroot verantwoordelijk zijn voor de 4 mm grote krater in de buitenste glaslaag van een patrijspoort. Het raampje brak echter niet door de klap; bovendien beschikte de patrijspoort over dubbele ruitjes om acute decompressie te voorkomen mocht er onverhoopt toch een gat in het buitenste venster ontstaan.

### Nieuwe vracht, averij aanSaljoet 7
Op 14 augustus maakte Kosmos 1443 zich los van het station. Diens terugkeercapsule (maximale vrachtcapaciteit 500 kg) bevatte 350 kg aan experimenten en overbodige uitrusting en landde op 23 augustus; het resterende deel van dit ruimtevaartuig verbrandde op 19 september boven de Stille Oceaan. Twee dagen later vloog de bemanning Sojoez naar de voorste koppelingsaansluiting. Op 17 augustus ging Progress 17 omhoog. Dit onbemande vrachttoestel arriveerde op 19 augustus en bleef tot 17 september aan het station gekoppeld. Tijdens het overpompen van vloeistoffen liep het echter mis met vervelende gevolgen. De hoofdleiding van het oxidatiemiddel (in de ruimte is geen zuurstof en dus is oxidatiemiddel noodzakelijk) scheurde. Saljoet 7 vertrouwde in het vervolg op de motoren van bezoekende vrachtschepen om zijn baan op te krikken.
Progress 18 maakte op 22 oktober zijn opwachting. Dit twee dagen eerder gelanceerde vrachtschip bleef tot 13 november aangekoppeld.

### Ruimtewandelingen
De bemanning voerde twee ruimtewandelingen uit om de nieuwe zonnepanelen te bevestigen. De eerste geschiedde op 1 november en duurde 2 uur en 50 minuten, de tweede vond plaats op 3 november en nam 2 uur en 55 minuten in beslag. Een lastig karwei aangezien beiden hier niet voor getraind waren. Twee voetklemmen aan de basis van de zonnepanelen verhinderden dat de kosmonauten de ruimte indreven.

## Terugkeer
Ljachov en Aleksandrov vlogen naar huis op 23 november 1983. Na ontkoppeling voerde Sojoez T-9 een vlekkeloze landing uit; hun capsule kwam op 160 km ten oosten van Jezqazğan neer. Hun vlucht had 149 dagen, 10 uur en 46 minuten geduurd. In die tijd cirkelde het duo 2365 maal om de Aarde en legde daarbij een afstand van 99,52 mln km af. Het tweetal verrichtte de opgedragen taken naar tevredenheid: beide mannen maakten hierna nog een ruimtevlucht.
1 ·
2 ·
3 ·
4 ·
5 ·
6 ·
7 ·
8 ·
9 ·
10 ·
11 ·
12 ·
13 ·
14 ·
15 ·
16 ·
17 ·
18A ·
18 ·
19 ·
20 ·
21 ·
22 ·
23 ·
24 ·
25 ·
26 ·
27 ·
28 ·
29 ·
30 ·
31 ·
32 ·
33 ·
34 · 
35 ·
36 ·
37 ·
38 ·
39 ·
40

T-1 ·  
T-2 ·
T-3 ·
T-4 ·
T-5 · 
T-6 ·
T-7 · 
T-8 ·
T-9 · 
T-10-1 ·
T-10 · 
T-11 ·
T-12 · 
T-13 ·
T-14 · 
T-15